# MOPAC
 (novembre 2023).
MOPAC (Molecular Orbital PACkage) est un programme de calcul semi-empirique en chimie quantique mettant en œuvre des hamiltoniens moléculaires variés tels que MNDO, AM1, PM3 (en). Il a été principalement écrit par le groupe de Michael Dewar de l'Université du Texas à Austin à partir du début des années 1980. Ce logiciel permet le calcul de la forme des molécules, des distances inter-atomiques, de l'enthalpie de formation, de certaines propriétés thermodynamiques. Il est dans le domaine public jusqu'à la version MOPAC7.